# Naturschutzgebiet Auf dem Knapp

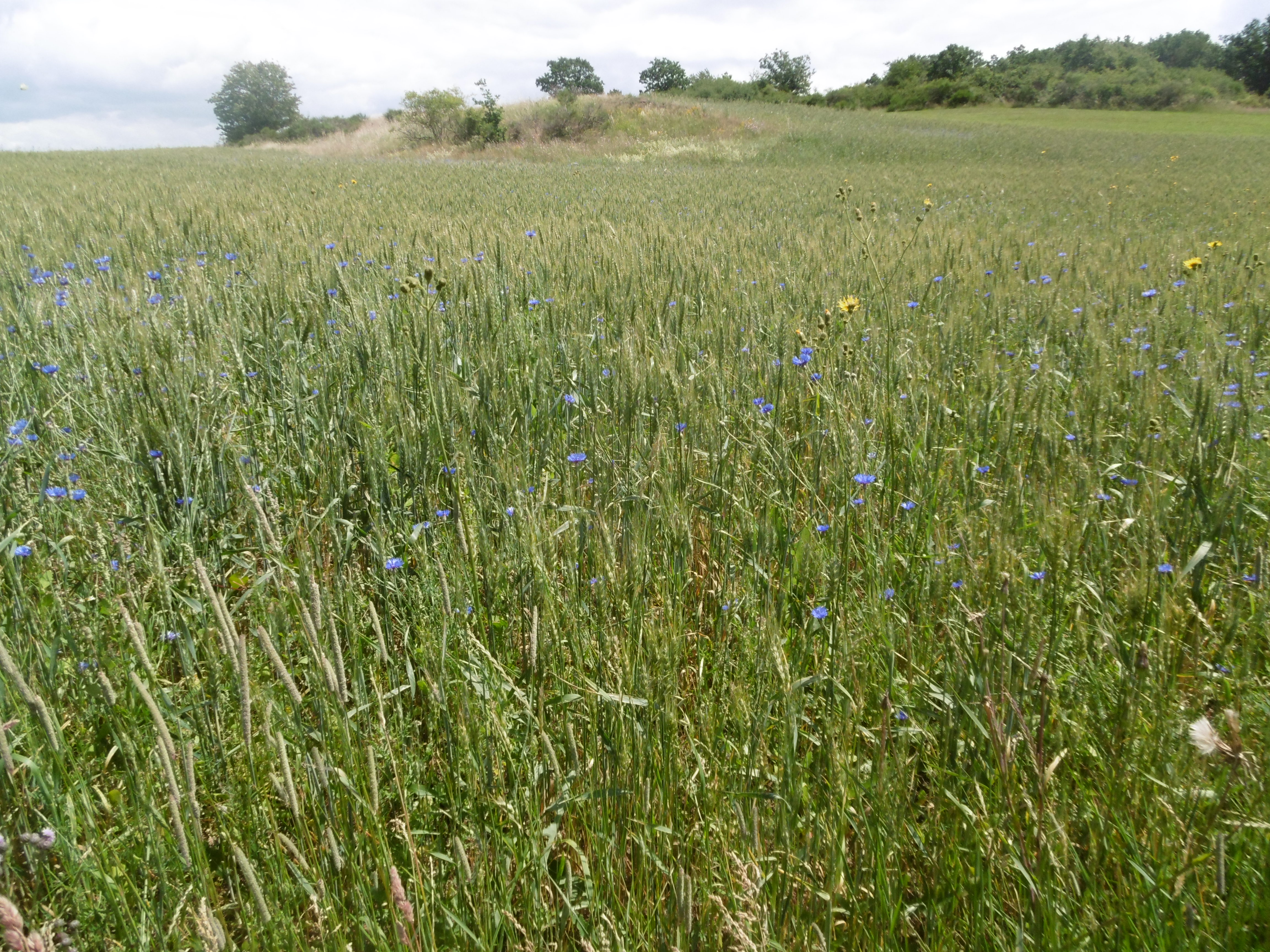
Gerstenacker mit Kornblume im NSG

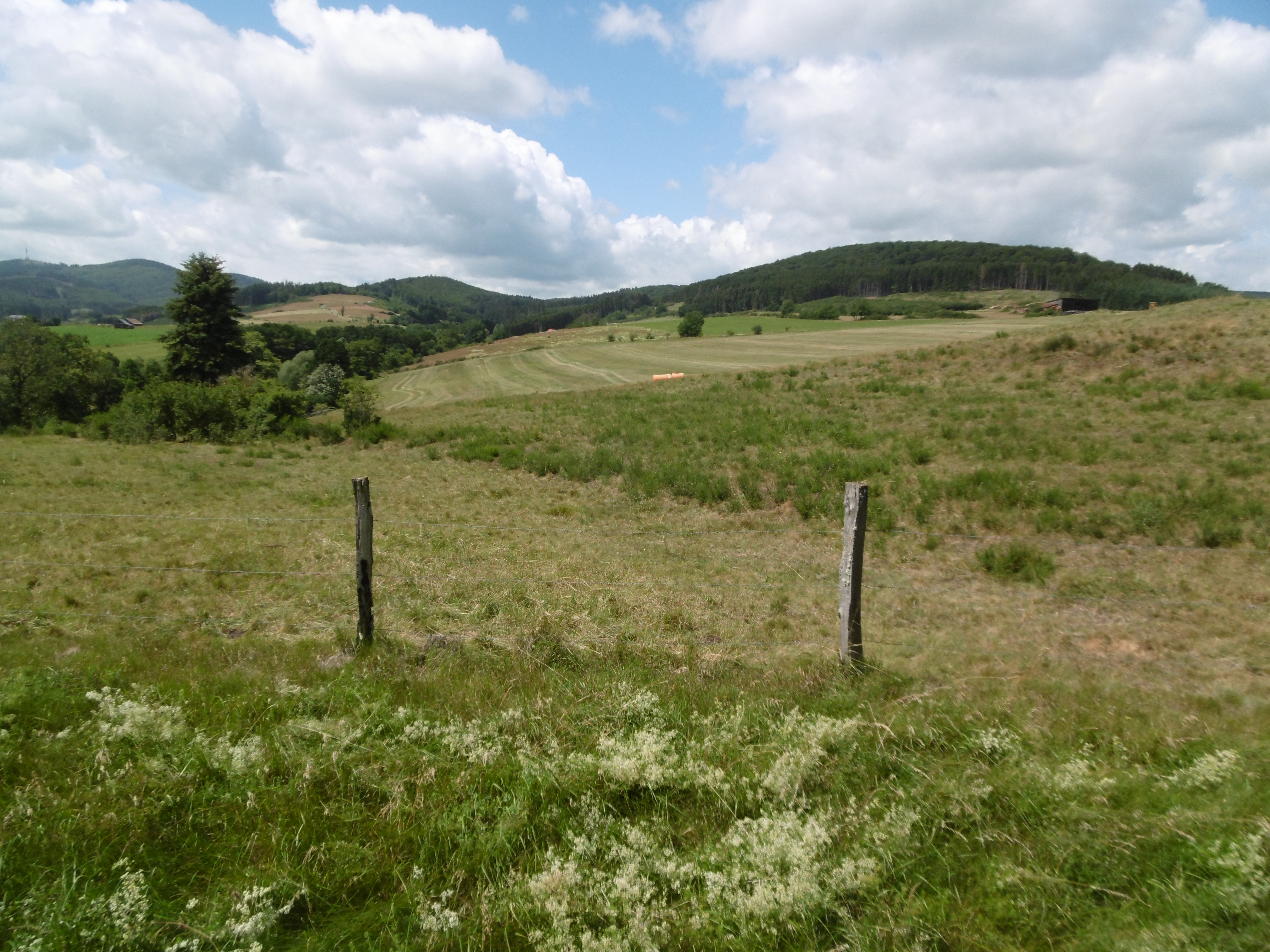
Nordostbereich vom NSG

Das Naturschutzgebiet Auf dem Knapp mit einer Größe von 22,96 ha liegt nordöstlich von Medelon im Stadtgebiet von Medebach. Es wurde 2003 mit dem Landschaftsplan Medebach durch den Hochsauerlandkreis als Naturschutzgebiet (NSG) ausgewiesen. Das NSG ist Teil des Europäischen Vogelschutzgebietes Medebacher Bucht (DE-4717-401).

## Gebietsbeschreibung
Es ist ein sehr strukturreiches Gebiet auf zwei flachen Bergrücken mit zwischengelagerte Geländemulde mit Grünland und Äckern. Im Grünland befinden sich Magerweiden und Magerwiesen. Bei den Äckern handelt es sich um Extensiväcker auf skelettreichen Böden. Auch ein Waldbereich, Schwarzdorn-Gebüsche und Ginsterheiden befinden sich im Gebiet.
Im Westen des Gebietes liegt ein mit durchgewachsenem Buchen- und Eichenniederwald bewachsener steiler Hang zum Heimeckebach. Der Berghang ist flachgründig-schotterig und mit kleinen Felsen durchsetzt. Die Eichen am Hang weisen Krüppelwuchs auf. Kleinflächig kommen am Berghang offene Schutt-Felsfluren mit schütterem Bewuchs vor. Der Eichenwald ist zumeist licht und strauchreich. Die Eichenstämme sind dicht mit Flechten bewachsen. Die Wurzelhälse der Eichen sind teilweise stark bemoost.
Auf dem südlichen Bergrücken befindet sich eine ausgedehnte Extensivweide im Übergang zur Besenginsterheide mit Dornsträuchern, einigen Obstbäumen und mehrtriebigen Buchen. Örtlich treten hier kleine felsige Felsbereiche zu Tage. Nach Osten und Süden schließen sich Ackerflächen, Fettweiden und eine in Teilen magere Wiese an.
Auch das Tal der Heimecke gehört hier zum NSG. Das Heimecketal wird von intensiv genutzten Fettweiden eingenommen. Am Südrand liegt eine kleine, teils quellig vernässte Brache. Der Bach wurde begradigt, weist aber eine naturnahe Entwicklung auf. Die westliche, bis etwa acht Meter hohe, Talböschung wird von einem alten Gehölzstreifen aus vorwiegend Vogelkirschen und Eichen eingenommen. Nördlich einer besenginsterreichen Extensivweide schließt sich eine Geländemulde mit anschließendem Anstieg zum nördlichen Bergrücken an. Der Bereich wird von einem Mosaik aus skelettreichen Extensiväckern mit niedrigwüchsiger Gerste, nur bis etwa 30 cm hoch, mit sehr reichhaltiger Ackerwildkrautflora mit Kornblume, Acker-Löwenmaul, Streifen-Klee und Breitblättriger Hohlzahn. Ferner liegen hier normal bewirtschaftete Ackerflächen, Intensivwiesen sowie artenreicher Magerwiese und Magerweide. Das Gelände wird von mehreren Böschungen und einem Wall mit z. T. Besenginster- und Magerbrachebewuchs strukturiert.
Im Landschaftsplan heißt es: „Mit seinen Magerweiden und -wiesen, den skelettreichen Extensiväckern sowie den schotterig-felsigen Hangbereichen ist das Gebiet ein wertvoller Biotop für Pflanzen- und Tierarten extensiv genutzter Kulturlandschaften.“

## Tier- und Pflanzenarten im NSG
Im Gebiet brüten der Neuntöter und der Raubwürger.
Im NSG kommen gefährdete Pflanzenarten vor. Auswahl vom Landesamt für Natur, Umwelt und Verbraucherschutz Nordrhein-Westfalen dokumentierter Pflanzenarten im Schutzgebiet wie Acker-Gänsedistel, Acker-Löwenmaul, Acker-Stiefmütterchen, Acker-Vergissmeinnicht, Acker-Witwenblume, Bachbunge, Besenginster, Besenheide, Breitblättriger Thymian, Echter Wurmfarn, Echtes Johanniskraut, Echtes Labkraut,
Garten-Wolfsmilch, Gewöhnlicher Reiherschnabel, Gewöhnliches Ferkelkraut, Glattes Habichtskraut, Gras-Sternmiere, Harzer Labkraut, Heide-Nelke, Herbstzeitlose, Kahle Gänsekresse, Kleine Bibernelle, Kleines Habichtskraut, Kornblume, Körner-Steinbrech, Magerwiesen-Margerite, Moschus-Malve, Rapunzel-Glockenblume, Rundblättrige Glockenblume, Saat-Hohlzahn, Salbei-Gamander, Schwarze Königskerze, Spitz-Wegerich, Sumpf-Vergissmeinnicht, Wiesen-Flockenblume und Wiesen-Labkraut.

## Schutzzweck
Das Naturschutzgebiet ist ausgewiesen zur Erhaltung eines strukturreichen Kulturlandschaftskomplexes aus Eichen- und Buchenniederwald, Besenginstergebüsch, Magergrünland und Extensiväckern mit einem repräsentativen Biotopinventar innerhalb des Vogelschutzgebietes Medebacher Bucht. Es dient auch der nachhaltigen Sicherung besonders schutzwürdiger Lebensräume. Wie bei allen Naturschutzgebieten in Deutschland wurde in der Schutzausweisung darauf hingewiesen, dass das Gebiet „wegen der Seltenheit, besonderen Eigenart und Schönheit des Gebietes“ zum Naturschutzgebiet erklärt wurde.